# Plagiobothrys kunthii
Plagiobothrys kunthii är en strävbladig växtart som först beskrevs av Wilhelm Gerhard Walpers, och fick sitt nu gällande namn av Ivan Murray Johnston. Plagiobothrys kunthii ingår i släktet tiggarstavar, och familjen strävbladiga växter. Inga underarter finns listade i Catalogue of Life.